# Supremacía papal
Se denomina Supremacía Papal a la doctrina de la Iglesia católica que establece que el papa, a causa de su cargo como vicario de Cristo y pastor de toda la Iglesia, posee por institución divina potestad suprema, plena, inmediata y universal para el cuidado de las almas, que puede ejercer siempre sin trabas.

## Institución de la supremacía papal

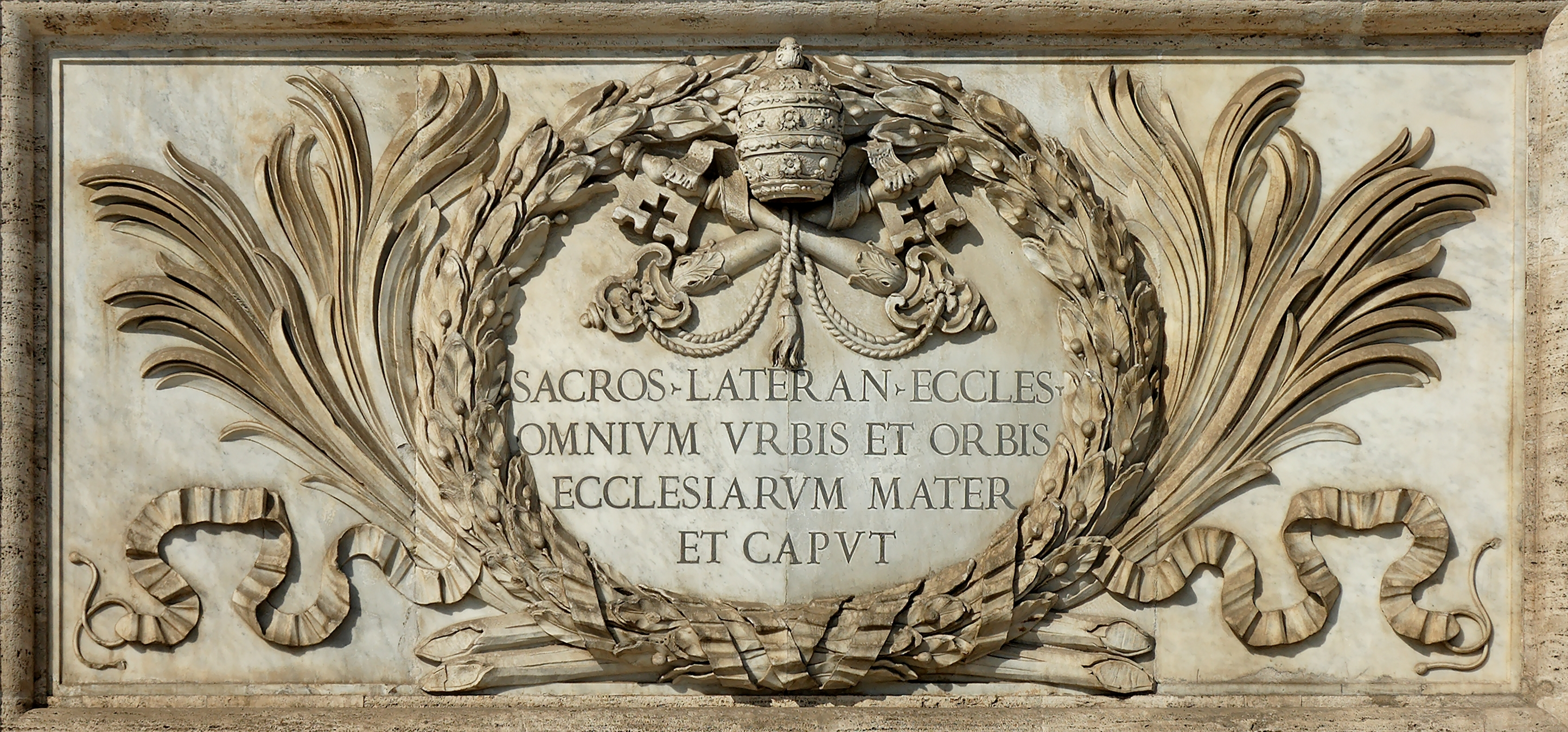
Inscripción del frente de la Archibasílica de San Juan de Letrán, iglesia catedral del obispo de Roma: Sacros(ancta) Lateran(ensis) eccles(ia) omnium urbis et orbis ecclesiarum mater et caput que significa "Iglesia sagrada de Letrán, de entre todas las iglesias en la ciudad y el mundo, la Madre y la Cabeza".

La doctrina católica de la supremacía papal se basa en la afirmación de los Romanos Pontífices de que la misma fue instituida por Cristo y que la sucesión papal se puede reconstruir hasta Pedro el Apóstol en el siglo I. La autoridad del cargo se deriva de la Confesión de Pedro documentada en el Evangelio según San Mateo cuando, en respuesta al reconocimiento por parte de Pedro de la divinidad de Jesús, este le dijo:

Dichoso tú, Simón, hijo de Jonás, porque esto no lo conociste por medios humanos, sino porque te lo reveló mi Padre que está en el cielo. Y yo te digo que tú eres Pedro, y sobre esta piedra voy a construir mi iglesia; y ni siquiera el poder de la muerte podrá vencerla. Te daré las llaves del reino de los cielos; lo que tú ates aquí en la tierra, también quedará atado en el cielo, y lo que tú desates aquí en la tierra, también quedará desatado en el cielo.
Mateo 16:17-19

Los críticos sostienen que el concepto de supremacía papal se remonta al siglo VI, que marcó el comienzo del ascenso de los Obispos de Roma a una posición ya no solo de autoridad religiosa, sino también de poder en cuanto a máximos gobernantes de los reinos de la Cristiandad, posición que han mantenido desde entonces. Los católicos se han defendido de este argumento indicando que durante los primeros tres siglos de la era cristiana la Iglesia de Roma intervino en otras comunidades para ayudarles a resolver conflictos. El papa Clemente I obró en este sentido en Corinto a finales del siglo I. A finales del siglo II, el papa Víctor I amenazó con excomulgar a los obispos del este que celebraran la Pascua el día 14 de Nisán, en vez del domingo siguiente. En el siglo III, el papa Cornelio convocó y presidió un sínodo de 60 obispos africanos y del este, y su rival, el antipapa Novaciano, sostuvo que había "asumido la primacía".